# Donant (contes)
El donant és el terme amb què Vladímir Prop designa un personatge del conte de fades que té com a objectiu ajudar el protagonista en les seves aventures a través de consells o donatius d'allò que necessita. Pot ser encarnat per arquetips com la Fada protectora, el vell mag savi o la vella disfressada o bé per algun altre personatge del compte que assumeixi la seva funció. El seu encontre és casual, enmig del bosc, o bé apareix després d'invocar-lo sense saber-ho en un moment de desesperació. També pot esdevenir donant un personatge agraït per la bona acció de l'heroi (com es veu a El ratolí i el lleó) o com a recompensa per una prova plantejada prèviament.